# WIL (boek)
WIL is een roman uit 2016 van de Vlaamse schrijver Jeroen Olyslaegers.

## Verhaal
Wilfried Wils is hulppolitieagent in Antwerpen aan het begin van de Tweede Wereldoorlog. In de stad heerst wantrouwen en Wilfried doet wat hij kan voor zichzelf en probeert te gladde paden te vermijden. Hij krijgt steun van een man die de kant van de Duitse bezetter kiest, maar hij geniet ook het vertrouwen van zijn antinazi-collega Lode, de broer van Wilfrieds lief Yvette. Wilfried doet zijn best om te overleven terwijl de Jodenvervolging onverminderd doorgaat. Jaren later vertelt hij zijn verhaal aan een van zijn nakomelingen.

## Ontvangst
WIL werd in augustus 2016 gepubliceerd als derde deel van een trilogie, na WIJ (2009) en WINST (2012) en betekende de doorbraak van Olyslaegers.
Het boek won meerdere literaire prijzen, de Fintro Literatuurprijs (vakjury en lezersjury), de Confituur Boekhandelsprijs, de Prijs van de Vlaamse Gemeenschap voor Proza, de F. Bordewijk-prijs en de Tzumprijs voor de beste literaire zin 2016 en stond op de shortlist van de Libris Literatuur Prijs en de Inktaap. The Times kwalificeerde de roman als "Historical fiction at its best: provocative, uncomfortable and illuminating" (Historische fictie op zijn best: provocerend, ongemakkelijk en verhelderend). Anno 2023 werd het boek al in acht talen vertaald.

## Verfilming
Het boek werd verfilmd door Tim Mielants en verscheen in september 2023 in de bioscoopzalen.